# AKB48 Group
AKB48 Group, sau Grupele AKB48, scurtate la 48 Group, 48g sau ALL48, se referă la grupele surori ale grupului de fete idol japoneze AKB48. Bazat pe același concept „idoli pe care îi puteți întâlni”, acesta este format în prezent din 5 grupuri de surori din locații din Japonia și 7 grupuri surori din marile orașe asiatice de peste mări din Indonezia până în India. Grupurile de surori din Japonia nu numai că își lansează singuri, ci și cântă la unele dintre single-urile și evenimentele AKB48. De asemenea, aceștia trimit participanți la evenimentele anuale AKB48, cum ar fi alegerile generale AKB48. Grupurile de surori din Japonia lansează versiuni în limbi locale ale single-urilor AKB48. În dezvoltarea timpurie, ei sunt adesea susținuți de membrii concurenți temporari ai AKB48, precum Jurina Matsui și Miyuki Watanabe.

## Grupuri actuale
| Numele Grupului | Ani activi     | Echipe (dacă este împărțit)                      | Locație                   | Notițe                                        |
| --------------- | -------------- | ------------------------------------------------ | ------------------------- | --------------------------------------------- |
| AKB48           | 2005 – prezent | Echipa A, Echipa K, Echipa B, Echipa 4, Echipa 8 | Akihabara, Tokyo, Japonia | Grupul principal                              |
| SKE48           | 2008 – prezent | Echipa S, Echipa KII, E echipa E                 | Sakae, Nagoya, Japonia    | Primul grup de surori                         |
| NMB48           | 2010 – prezent | Echipa N, Echipa M, Echipa BII                   | Namba, Osaka, Japonia     | Singurul grup de surori neadministrat de AKS. |
| HKT48           | 2011 – prezent | Echipa H, Echipa KIV, Echipa TII                 | Hakata, Fukuoka, Japonia  |                                               |
| NGT48           | 2015 – prezent | N/A                                              | Niigata, Niigata, Japonia |                                               |
| STU48           | 2017–present   | N/A                                              | Setouchi Region, Japonia  | Grupa cântă la un vapor.                      |

| Numele Grupului | Numele Grupului | Ani activi              | Echipe (dacă este împărțit)      | Locație                            | Notițe                                        |
| --------------- | --------------- | ----------------------- | -------------------------------- | ---------------------------------- | --------------------------------------------- |
| JKT48           | JKT48           | 2011 – prezent          | Echipa J, Echipa KIII, Echipa T  | Jakarta, Indonezia                 | Primul grup de surori de AKB48 în altă țară.  |
| Grupul BNK48    | BNK48           | 2017 – prezent          | Echipa BIII                      | Bangkok, Thailanda                 |                                               |
| Grupul BNK48    | CGM48           | În așteptare a audiției | N/A                              | Chiang Mai, Thailanda              | Primul grup domestic suror de BNK48.          |
| MNL48           | MNL48           | 2018–present            | Echipa MII, Echipa NIV, Echipa L | Manila, Filipine                   |                                               |
| AKB48 China     | AKB48 Team SH   | 2018–present            | N/A                              | Shanghai, China                    | Doar membri de prima generație sunt selectați |
| AKB48 China     | AKB48 Team TP   | 2018–present            | N/A                              | Taipei, Taiwan                     | Fostul TPE48                                  |
| SGO48           | SGO48           | 2018–present            | N/A                              | Ho Chi Minh City (Saigon), Vietnam | A debutat fictiv pe December 22, 2018         |
| MUB48           | MUB48           | Va debuta în curând     | N/A                              | Mumbai, India                      | Fostul MUM48                                  |
| DEL48           | DEL48           | Va debuta în curând     | N/A                              | Delhi, India                       |                                               |